# Svínoyarfjørður
Svínoyarfjørður är ett sund i Färöarna (Kungariket Danmark).   Det ligger i sýslan Norðoyar, i den nordöstra delen av landet, 30 km nordost om huvudstaden Tórshavn.